# Phyllomedusa iheringii
Phyllomedusa iheringii es una especie de anfibios de la familia Phyllomedusidae. Habita en Brasil y Uruguay. Sus hábitats naturales incluyen zonas templadas de arbustos y marismas intermitentes de agua dulce.
A pesar de estar categorizada como "preocupación menor" por la UICN, posiblemente se encuentre amenazada por el comercio de mascotas y la conversión en pastos de sus hábitats naturales.